# Missi Pyle
Andrea Kay "Missi" Pyle (født 16. november 1972) er en amerikansk skuespillerinde og sangerinde. Hun har optrådt i flere film, herunder Galaxy Quest, Dodgeball: A True Underdog Story, Big Fish, Charlie og chokoladefabrikken og Harold & Kumar Escape from Guantanamo Bay. Hun er også den anden halvdel af Smith & Pyle, et country-rock band, med skuespillerinden Shawnee Smith.